# Saga (группа)
Saga («Сага») — канадская прогрессив-рок-группа, существовавшая в 1977—2018 из г. Оквилла, Канада.

## История
Учредителями группы выступили: основные авторы бас-гитарист и клавишник Джим Крайтон (Jim Crichton) и вокалист Майкл Сэдлер (Michael Sadler), гитарист Ян Крайтон (Ian Crichton), клавишник Питер Рошон (Peter Rochon) и ударник Стив Негус (Steve Negus).
Ранее известный как Pockets, квинтет был сформирован в 1977 г. из ведущих музыкантов  группы Fludd. Коллектив сменил своё название на Saga после начатого ими концептуального цикла «глав» («Chapters») в своих первых четырёх альбомах. Позже, в 1999 году, группа снова вернулась к этой концепции в следующих трёх альбомах. «Главы» часто исполнялись на концертах группы во время расширенных турне по Канаде, США и некоторым европейским странам, а позже были исполнены живьем все по порядку и вошли в двойной концертный альбом «The Chapters Live» 2005 года.
Дебютный альбом, который назывался так же, как и квинтет, «Saga»,  появился в июне 1978 г. и сразу принёс им первую славу (композиция «Humble Stance»). Тогда же команду покинул клавишник Питер Рочон, его сменил Грег Чедд (Greg Chadd). Два следующих альбома тоже заняли ведущие места в европейских, канадских и американских чартах. Хит «It's Time» с альбома «Images at Twilight» (1979) достиг первой десятки в Канаде сразу после его выхода и сделал коллектив весьма популярным на их родине во время совместного турне  другой канадской группой Rush. Хитовой в США и Канаде стала композиция «Careful Where You Step» с альбома «Silent Knight» (1980). В промежуток времени между записями этих альбомов поменялся клавишник: на замену Чедду пришел Джим Гилмор (Jim «Daryl» Gilmour).
Следующий и самый популярный альбом «Worlds Apart» (1981), который продюсировал Руперт Хайн (Rupert Hine), стал золотым, что вызвало появление группы  на телеканале MTV. Песня-гимн «On the Loose» попала в Топ-40 США и Канады, а лидером альбома стала песня «Wind Him Up»  — видео на эту композицию привлекло внимание телезрителей в 1982—1983 гг.
Именно в это время, в 1982 г., Saga стала первой канадской рок-группой, которой удалось выступить по другую сторону «железного занавеса» перед 10 000 поклонников во время открытия новой спортивной арены в Будапеште. Записи этого концерта составили основу «живого» альбома «In Transit» (1982). Другое подобное выступление группы состоялось в сентябре 1983 г. на территории бывшей ГДР.
В дальнейшем успех в 1983 году принес альбом «Heads or Tales» (№ 1 в немецких чартах, входил в первую пятёрку в других европейских странах). Из синглов выделялась композиция «Scratching the Surface» с ведущим вокалом Джима Гилмора. Также замеченной осталась композиция «The Flyer». В 1985 г. коллектив выпустил альбом «Behaviour», который критики встретило прохладно, хотя композиции «What Do I Know?», «Take a Chance», «Misbehaviour» тоже были отмечены как удачные.
В 1986 г. Стив Негус и Джим Гилмор оставили квинтет, основав собственный проект Gilmour-Negus Project (GNP). 
Выпуск нового альбома «Wildest Dreams» (1987), который состоялся в студии «Atlantic Records», вызвал хороший уровень продаж в европейских странах и Канаде, а в США этот альбом не достиг того уровня популярности, на который ранее надеялись участники коллектива. С тех пор Saga сосредоточилась на создании европейских альбомов, как, например, в 1989 г. «The Beginner's Guide to Throwing Shapes», которые демонстрировали возвращение коллектива к его предыдущему стилю.
В 1993 г. Стив Негус и Джим Гилмор вновь воссоединились с Saga, записав вместе альбом «The Security of Illusion», который восстановил веру у многих последователей группы. Однако, «Steel Umbrellas» (1994) считают менее удачным в сравнении с предыдущим, хотя в 1993—1994 гг. европейские туры доказали: музыканты не утратили свой дух как концертные исполнители. В этот же период творчества участники коллектива занимались созданием музыкальных композиций для популярного в США телешоу Cobra.
Джим Кричтон в 1995 г. написал большинство композиций к очень удачному концептуальному альбому «Generation 13».
Более тяжелые и сложные музыкальные композиции здесь уже звучат подобно Rush или  Kansas, диск богат струнными аранжировками, другой важной особенностью альбома считается изящный вокал Майкла Сэдлера.
Накануне своего 20-го ежегодного турне в 1997 г. вышел альбом «Pleasure and the Pain», но он не оправдал ожидания поклонников. Тогда же был издан альбом «Phase 1», содержавший демозаписи, готовившиеся к альбому 1979 года «Images at Twilight». Ранее они считались недостаточно приемлемыми для альбома, а некоторые из них были просто разными версиями композиций. В 1999 г. по итогам турне был выпущен двойной концертный альбом «DeTours».

### 2000-е
В конце 2004 г. коллектив выпустил альбом «Network», в котором на ударных вместо Негуса уже играл Кристиан Симпсон (Christian Simpson), а в 2005 г. — новый «живой» альбом «Chapters Live», где воедино были собраны и сыграны по порядку все «главы».
В дальнейшем, в 2006 г. был издан еще один альбом «Trust», в котором был представлен их еще один новый ударник Брайен Дернер (Brain Doerner) из группы Helix, заменивший Симпсона.
Несмотря на то, что Джим Кричтон и Майкл Сэдлер оба живут в округе Лос-Анджелеса, им так до сих пор не удалось организовать турне группы по всей Америке начиная с 1986 г. Однако, в конце 2005 г. Сэдлер организовал непродолжительное турне по Западному Берегу США с целью популяризации собственного сольного альбома «Clear».
Подобно Гилмору и Сэдлеру выпустил собственные авторские работы и Кричтон вместе с новым коллективом, который назывался Ian Crichton Band. Он также привлекался для сессионных записей  на альбоме «Aura» (2001 г.) супергруппы Asia. В 2006 г. Майкл Сэдлер, Иэн Кричтон и Джим Гилмор участвовали вместе с вокалистом из группы Dream Theater Джеймсом ЛаБри (James LaBrie) и другими известными музыкантами в записи альбома «Babysteps» — проекта, который возглавил немецкий мультиинструменталист Хеннинг Паули (Henning Pauly), ныне живущий в США.
В 2007 г. вышел двойной альбом «Worlds Apart Revisited», реализованный в аудио- и видеоверсии. Он является записью концерта, проходившего в г. Праттельн, Швейцария, по случаю 25-й годовщины альбома «Worlds Apart». Это был неожиданный и приятный подарок поклонникам группы, потому что в альбом вошли в новом звучании все композиции классического «Worlds Apart» вместе с другими весьма популярными композициями периода 1978—1983 гг. из дискографии группы.
Наконец, в ноябре 2007 г., в 30-ю годовщину основания группы, вышел последний альбом классического состава квинтета «10,000 Days». В рамках раскрутки нового диска прошел концертный тур по Европе. После записи «10 тысяч дней» и тура в его поддержку Майкл Сэдлер объявил о решении оставить коллектив. В 2009 году выходит двойной «живой» альбом «Contact. Live in Munich», вобравший в себя концертные записи выступления группы в Мюнхене в 2007 г.
После ухода Сэдлера группой был объявлен конкурс на вакантное место вокалиста. Музыканты записали инструментальные версии «On the Loose» и «Wind Him Up» и предложили всем желающим их исполнить через Интернет-канал YouTube, после чего провели отбор всех перспективных исполнителей. 15 апреля 2008 Saga выпустили пресс-релиз о принятии нового ведущего вокалиста группы. Им стал Роб Моратти (Rob Moratti) из Торонто, бывший певец группы New Frontier. Моратти имеет более чем десятилетний опыт работы в индустрии канадской рок-музыки. Моратти собирается сосредоточить усилия только на вокале, воздерживаясь от игры на различных инструментах, что было присуще Сэдлеру. Первые совместные выступления Saga и Моратти состоялись летом 2008 года.
В том же году Майкл Сэдлер вместе с Марком Зондером (Mark Zonder), бывшим барабанщиком группы Fates Warning, создали новый совместный проект Psychic for Radio.
Весной 2009 года выходит первый студийный альбом Saga с участием Моратти — «The Human Condition». В том же году группа проводит турне по Европе и Канаде. Из-за болезни барабанщика Дернера на ударные был приглашен Крис Сазерленд (Chris Sutherland), который и раньше неоднократно приглашался в качестве концертного барабанщика на различные выступления.
28 января 2011 на сайте группы было размещено официальное сообщение о возвращении в Saga Майкла Сэдлера в качестве фронтмена и лидер-вокалиста. Летом этого же года проводится концертный тур по Канаде и Скандинавии. С апреля 2011 года группа работает в студии над новым альбомом с участием Сэдлера, в то время как в продажу поступил концертный альбом «Head or Tales Live», записанный в туре 2010 г. с вокалистом Робом Моратти. На нем представлен исполненный целиком одноименный студийный альбом 1983 года.
1 февраля 2012 барабанщик Брайан Дернер покинул группу. Saga осталась квартетом. 6 июля 2012 года вышел альбом «20/20». В поддержку альбома группа отправилась в тур, который стартовал 7 июля концертом в Германии.
В январе 2017 Майкл Сэдлер объявил, что после прощального тура под названием  Final Chapter («Последняя глава») Saga прекращает свое существование. Кроме того, фронтмен группы анонсировал «специальное однократное выступление» Cruise to the Edge в феврале следующего года. Последнее выступление группы состоялось 24 февраля 2018 года в зале Phoenix Concert Theatre в Торонто. Шоу завершило историю группы Saga.

## Участники группы

### Последний состав
- Майкл Сэдлер (Michael Sadler) — ведущий вокал, гитара, бас, клавишные (1977—2007, с 2011)
- Джим Кричтон (Jim Crichton) — бас, клавишные
- Ян Кричтон (Ian Crichton) — гитара
- Джим Гилмор (Jim Gilmour) — клавишные, вокал, кларнет, гармоника
- Майк Торн (Mike Thorne) — ударные, вокал

### Бывшие участники
- Питер Рошон (Peter Rochon) — клавишные (1977—1978)
- Стив Негус (Steve Negus) — ударные (1977—1986, 1992—2003)
- Грег Чедд (Gregg Chadd) — клавишные (1979)
- Кристиан Симпсон (Christian Simpson) — ударные (2003—2005)
- Роб Моратти (Rob Moratti) — ведущий вокал (2008—2010)
- Брайен Дернер (Brian Doerner) — ударные (2005-2012)

### Сессионные музыканты
- Карт Кресс (Curt Cress) — ударные на студийных сессиях 1987, 1989
- Тревор Моррелл (Trevor Morrell) — ударные в туре 1988
- Тим Мур (Tim Moore) — клавишные в туре 1988
- Грэм Лир (Graham Lear) — ударные в туре 1990
- Ричард Бейкер (Richard Baker) — клавишные в туре 1990
- Маркус Демл (Marcus Deml) — гитара в туре 1995
- Глен Собел (Glen Sobel) — ударные на студийных сессиях 1997
- Крис Сазерленд (Chris Sutherland) — ударные в турах 2007, 2009

## Дискография

### Студийные альбомы
- 1978 — Saga
- 1979 — Images at Twilight
- 1980 — Silent Knight
- 1981 — Worlds Apart
- 1983 — Heads or Tales
- 1985 — Behaviour
- 1987 — Wildest Dreams
- 1989 — The Beginner's Guide to Throwing Shapes
- 1993 — The Security of Illusion
- 1994 — Steel Umbrellas
- 1995 — Generation 13
- 1997 — Pleasure & The Pain
- 1999 — Full Circle
- 2001 — House of Cards
- 2003 — Marathon
- 2004 — Network
- 2006 — Trust
- 2007 — 10,000 Days
- 2009 — The Human Condition
- 2012 — 20/20
- 2014 — Sagacity
- 2021 — Symmetry

### Концертные альбомы
- 1982 — In Transit
- 1999 — Detours (2 CD)
- 2005 — The Chapters Live (2 CD)
- 2007 — Worlds Apart Revisited (2 CD)
- 2009 — Contact. Live in Munich (2 CD)
- 2011 — Heads or Tales Live
- 2013 — Spin It Again! Live in Munich (2 CD)
- 2016 — Live in Hamburg (2 CD)
- 2018 — So Good So Far (Live At Rock Of Ages) (2 CD + 1 DVD)

### Сборники
- 1991 — The Works
- 1993 — All The Best 1978—1993
- 1994 — The Very Best of Saga
- 1994 — Defining Moments
- 1995 — Saga Softworks (интерактивная антология)
- 1995 — Wildest Dreams
- 1997 — How Do I Look
- 2006 — Remember When — The Very Best of Saga

### Видеография
- 2003 — Silhouette
- 2003 — Marathon World Tour 2003
- 2003 — The Official Bootleg
- 2004 — All Areas — Live in Bonn
- 2007 — Worlds Apart Revisited (концерт в Праттельне в 2005 г., 2 DVD / версия 2 DVD + 2 CD)
- 2009 — Contact. Live in Munich (концерт в Мюнхене в 2007 г., 2 DVD / версия 2 DVD + 2 CD)